# 미나미구 (사이타마시)
미나미구(일본어: 南区)는 일본 사이타마현 사이타마시를 이루는 10개 구 중 하나이다.

## 역사
- 1889년 4월 1일 - 정촌제 시행으로 기타아다치군 무쓰지촌, 야다촌, 쓰치아이촌, 미야모토촌이 성립하였다.
- 1932년 4월 1일 - 야다촌과 기자키촌이 합쳐져 우라와정이 되었다.
- 1934년 4월 1일 - 우라와정이 시로 승격해 우라와시가 되었다.
- 1938년 7월 1일 - 무쓰지촌이 단독으로 정으로 승격해 무쓰지정이 되었다.
- 1942년 4월 1일 - 무쓰지정이 우라와시에 편입되었다.
- 1943년 4월 1일 - 미야모토촌과 사사메촌이 합병해 미사사촌이 되었다.
- 1955년 1월 1일 - 쓰치아이촌과 오쿠보촌이 우라와시에 편입되었다.
- 1957년 7월 1일 - 미사사촌이 도다정에 편입되었다.
- 1959년 4월 1일 - 구 미사사촌의 구 미야모토촌 북부에 해당하는 지역이 우라와시에 편입되어 니시우라와 지구가 되었다. 이로써 현재의 미나미구 범위 전역이 우라와시에 포함되게 되었다.
- 2001년 5월 1일 - 우라와시, 오미야시, 요노시가 합쳐져 사이타마시를 이루었다.
- 2003년 4월 1일 - 사이타마시가 정령지정도시가 되어 미나미구가 설치되었다.

## 교통

### 철도
- 동일본 여객철도
  - 무사시노선
  - 게이힌 도호쿠선
  - 사이쿄선
- 도부 철도
  - 노다선

### 도로
- 국도 17호선
- 국도 298호선